# Betty Comden
Betty Comden, född Basya Cohen den 3 maj 1917 i Brooklyn i New York, död 23 november 2006 i New York, var en amerikansk manusförfattare och sångtextförfattare. Tillsammans med Adolph Green skrev hon manus till många klassiska musikaler på Broadway och filmer, till exempel Singin' in the Rain. Comden och Greens samarbete brukar omtalas som teaterhistoriens längsta kreativa partnerskap, de arbetade tillsammans i sex decennier.

## Biografi
Betty Comden växte upp i en judisk familj och var dotter till ryska invandrare. Hon studerade drama vid New York University och avlade examen 1938. Efter examen började hon söka efter agenter och lärde då känna Adolph Green som även han sökte efter en teateragent. När nattklubben The Village Vanguard i New York sökte efter en ny show gick uppdraget till gruppen The Revuers som bestod av Comden, Green, Judy Tuvim (senare känd som Judy Holliday), Alvin Hammer och John Frank. Showen blev en succé och sattes upp på fler klubbar och teatrar, men floppade när den kom till Hollywood. 1944 slog sig Comden och Green samman med kompositören Leonard Bernstein och koreografen Jerome Robbins och skapade musikalen On the Town som 1949 filmatiserades av Metro-Goldwyn-Mayer och på svenska fick titeln New York dansar. On the Town blev deras först riktiga succé.
1951 inleddes Comden och Greens långa samarbete med kompositören Jule Styne, deras första projekt blev Two on the Aisle. Styne kom sedan att komponera musiken till många av deras musikaler så som Peter Pan (1954), Bells Are Ringing (1956), Say, Darling (1958), Do Re Mi (1960), Subways Are for Sleeping (1961), Fade Out–Fade In (1964), Hallelujah, Baby! (1967) och Lorelei (1974).
Tillsammans med Bernstein skapade de 1953 musikalen Wonderful Town vilken ledde till att de tilldelades sin första Tony Award. Genom åren vann de ytterligare sex Tony Awards: Hallelujah, Baby! (1967), Applause (1970, en adaption av Allt om Eva), On the Twentieth Century (1978) och The Will Rogers Follies (1991).
Tillsammans skrev Comden och Green även flera filmmanus, till exempel till Min fantastiska tant (1958) och succéfilmen Singin' in the Rain (1952). De nominerades till en Oscar för bästa originalmanus vid två tillfällen: 1953 för Den stora premiären och 1955 för Alltid vackert väder.
Comden var gift med Steven Kyle från 1942 fram till hans död 1979. Paret fick två barn, födda 1949 respektive 1953, tillsammans.
1980 valdes hon in i Songwriters Hall of Fame. 1995 gav hon ut sina memoarer, Off Stage.